# ماسک (فیلم ۲۰۱۹)
ماسک (به انگلیسی: Mask) یک فیلم سینمایی کمدی به زبان مالایالم محصول سال ۲۰۱۹ کشور هند است که به نویسندگی و کارگردانی سنیف حنیف ساخته شده است.   این فیلم ، داستان یک بازرس پلیس را نشان می‌دهد که برای ردیابی یک سارق اقدام می‌کند این اثر سینمایی در تاریخ ۵ ژوئن ۲۰۱۹ منتشر شد.  